# کاتانینگ، استرالیای غربی
کاتانینگ (به انگلیسی: Katanning) یک شهرک در استرالیا است که در استرالیای غربی واقع شده‌است.